# Fiorella Betti

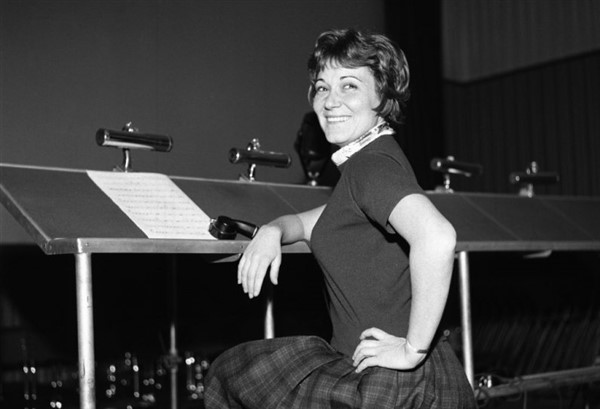
Fiorella Betti (1950er oder 1960er Jahre)

Fiorella Betti (eigentlich Delia Petti; * 18. April 1927 in Rom; † 2. November 2001 ebenda) war eine italienische Schauspielerin und Synchronsprecherin.
Betti debütierte schon mit 13 Jahren im Kino unter ihrem wirklichen Namen, als sie in Duilio Coletti Capitan Fracassa spielte. Es folgten jedoch nur sechs weitere Filme bis 1953, von denen sie in Il campione in einer der Hauptrollen und vor allem als von Banditen tyrannisiertes sensibles Mädchen in Sperduti nel buio 1947 bemerkenswerte Proben ihres Könnens lieferte. 1944 war sie in zwei von Erminio Macario inszenierten Revuen zu sehen gewesen und war gelegentlich für Radioarbeiten engagiert worden. Mit ihrer frischen und hellen Stimme wandte sie sich dann der Synchronisation zu und war eine der gefragtesten Sprecherinnen für Jean Simmons, Elizabeth Taylor, Natalie Wood und viele andere, auch italienische, Darstellerinnen.

## Filmografie (Auswahl)
- 1940: Capitan Fracassa
- 1953: Sua Altezza ha detto: No!